# Förbönskyrkan, Rzjev
Förbönskyrkan (ryska: Покровская церковь; translitteration: Pokrovskaja tserkov) är en rysk-ortodox gammalrituell kyrkobyggnad belägen vid Kalinin-gatan 62, i staden Rzjev i Tver oblast, i västra Ryssland.
Kyrkan är helgad åt Guds Moders Beskydd och tillhör Sankt Petersburgs och Tvers stift.

## Historik
Förbönskyrkan i Rzjev började byggas den 3 april 1908, då grunden lades. Kyrkan stod färdig 1910, då den invigdes den 28 mars.
Kyrkan byggdes enligt ritningar av arkitekt N.G. Martjanov och den byggdes genom frivilliga donationer.
Dess första präster var Ignatyj Chervjakov och Grigorij Sjirjajev. Grigorij Sjirjajevs tjänst upphörde 1917.

### Sovjettiden
I april 1929 blev en dåvarande präst och diakon i kyrkan vid namn Andrei och John arresterade. Även kyrkans klockor blev stulna av bolsjevikerna.
Under Nazitysklands ockupation var denna kyrka den enda i staden på där gudstjänster fortfarande hölls.
1990 öppnades en söndagsskola och ett bibliotek i kyrkan.

## Kyrkan
- Kyrkan är buggd i rysk stil och gjord av tegel.[2][3]
- Klocktornet har 8 klockor och har tre våningar.[2]
- Ikonostasen som tillverkades 1908 i bröderna M.O. och G.O. Chirikovs ikonverkstad i Moskva.[2]